# Hieronim (Jarosz) Rusiecki
Hieronim (Jarosz) Rusiecki herbu Rawicz – chorąży sandomierski w latach 1575-1590.
Wybrany w 1587 roku sędzią kapturowym z powiatu stężyckiego województwa sandomierskiego.